# Bady Bassitt (ort)
Bady Bassitt är en ort i Brasilien.   Den ligger i kommunen Bady Bassitt och delstaten São Paulo, i den södra delen av landet, 600 km söder om huvudstaden Brasília. Bady Bassitt ligger 511 meter över havet och antalet invånare är 14 214.
Terrängen runt Bady Bassitt är platt. Runt Bady Bassitt är det ganska tätbefolkat, med 104 invånare per kvadratkilometer.. Närmaste större samhälle är São José do Rio Preto, 12,9 km nordost om Bady Bassitt.
Omgivningarna runt Bady Bassitt är en mosaik av jordbruksmark och naturlig växtlighet.